# ホテルニューオータニ大阪

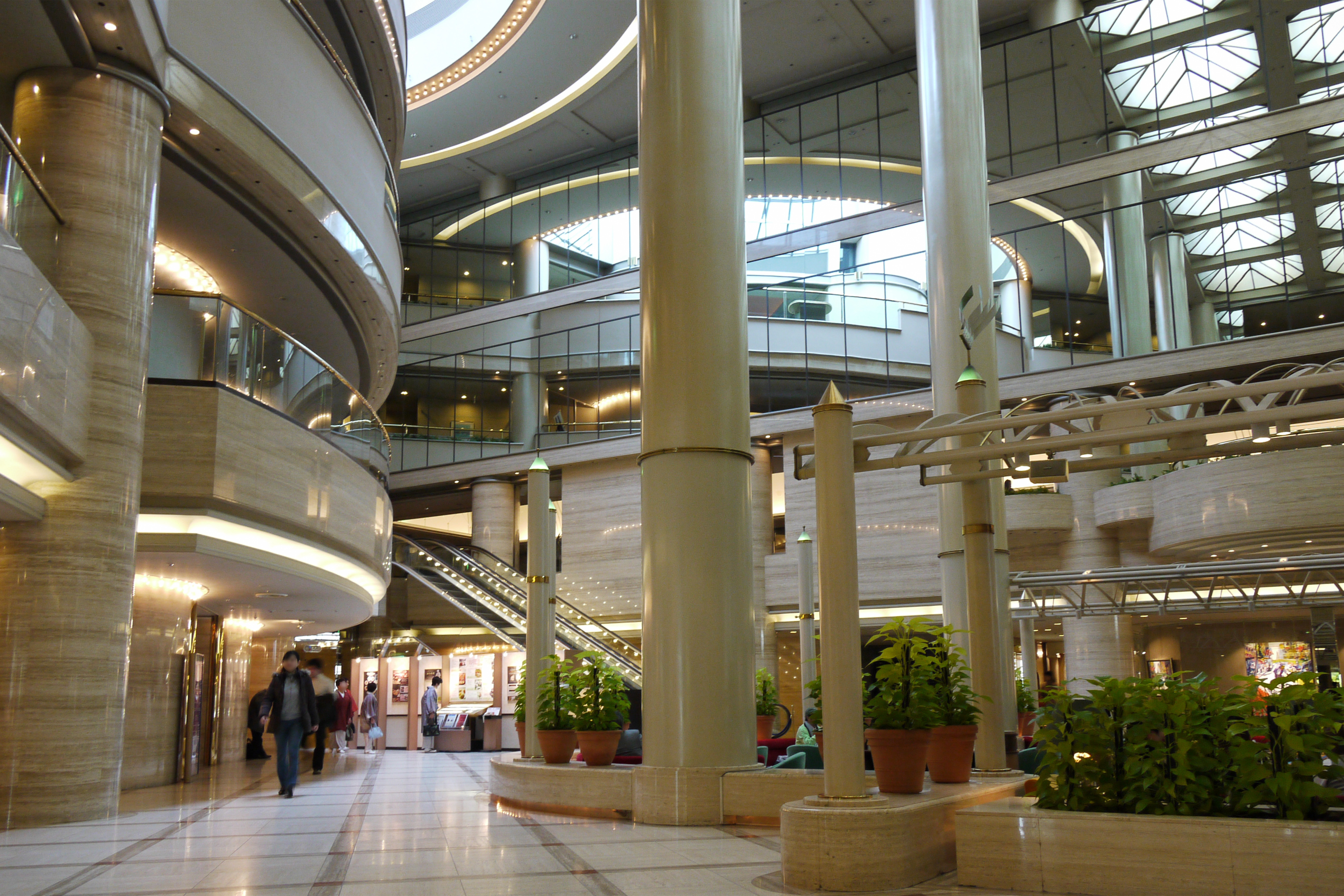
エントランスロビー

ホテルニューオータニ大阪（ホテルニューオータニおおさか）は、大阪市中央区の大阪ビジネスパーク（OBP）の一角にあるホテルである。ユニバーサル・スタジオ・ジャパンのアライアンスホテルのひとつ。

## 概要
OBPの5つのスーパーブロックの中でも最大の約47500㎡の敷地の一角に建設されたもので、ホテルニューオータニが所有者の住友生命保険から一括リースし、直営2号店として、1986年（昭和61年）9月1日にオープンした。街区内のOBPキャッスルタワー、住友生命本社ビル（住友生命OBP城見ビル）、住友生命OBPプラザビル（住友生命いずみホール）とはペデストリアンデッキで繋がっている。
正面エントランスを入った低層部中央には、自然光を採り入れた4層分吹き抜けのアトリウムを設けて、時間・天候・季節の変化を楽しめる空間とし、全体の要とした。ホテル1階には正面以外にも歩行者のためいくつもの入口を設け、面的な人の動きを図っている。

## 主な施設
- レストラン：フランス料理｢SAKURA｣、オールデイダイニング｢SATSUKI｣、中国料理｢大観苑｣、鉄板焼｢けやき｣、日本料理「季処 一心」「乾山」「麺処 NAKAJIMA」「花外楼」、懐石風焼き肉「叙々苑 游玄亭」、すき焼き「藤尾｣、創作料理「味寛」、カフェ・ラウンジ「SATSUKI LOUNGE」バー「キャッスル」「フォーシーズンズ」、ケーキ「パティスリーSATSUKI」
- プラザシャトウ（ショッピングアーケード）
- 宴会場：3000名収容可能で西日本最大の｢鳳凰の間｣の他に、中小の宴会場が17箇所。
- 挙式会場：チャペル｢エンジェルズ・アイ｣、スカイチャペル｢ブリリアント・アイズ｣、神前式場
- フィットネスクラブ

## アクセス
- JR大阪環状線 大阪城公園駅 徒歩3分
- 地下鉄長堀鶴見緑地線 大阪ビジネスパーク駅 徒歩3分
- JR・京阪・地下鉄 京橋駅 徒歩8分
- 大阪バス、京都観光バスが運行する高速バス「京都特急ニュースター号」がホテルと京都市内を結ぶ。京都駅から約1時間20分（祇園四条駅・清水五条駅からも運行）